# Looierspoort
De Looierspoort, ook wel Lurepoort, is een voormalige stadspoort in de Nederlandse stad Maastricht. De poort was onderdeel van de eerste stadsmuur van Maastricht en was gelegen aan het zuideinde van Achter de Molens, waar deze overgaat in de Grote en Kleine Looiersstraat. De oorspronkelijke poort dateerde uit de 13e eeuw, maar werd in de loop der eeuwen diverse malen vernieuwd. Vanaf de 17e eeuw verloor de poort haar militaire functie. In 1772 werd de poort afgebroken.

## Geschiedenis

### Bouw eerste middeleeuwse stadsmuur

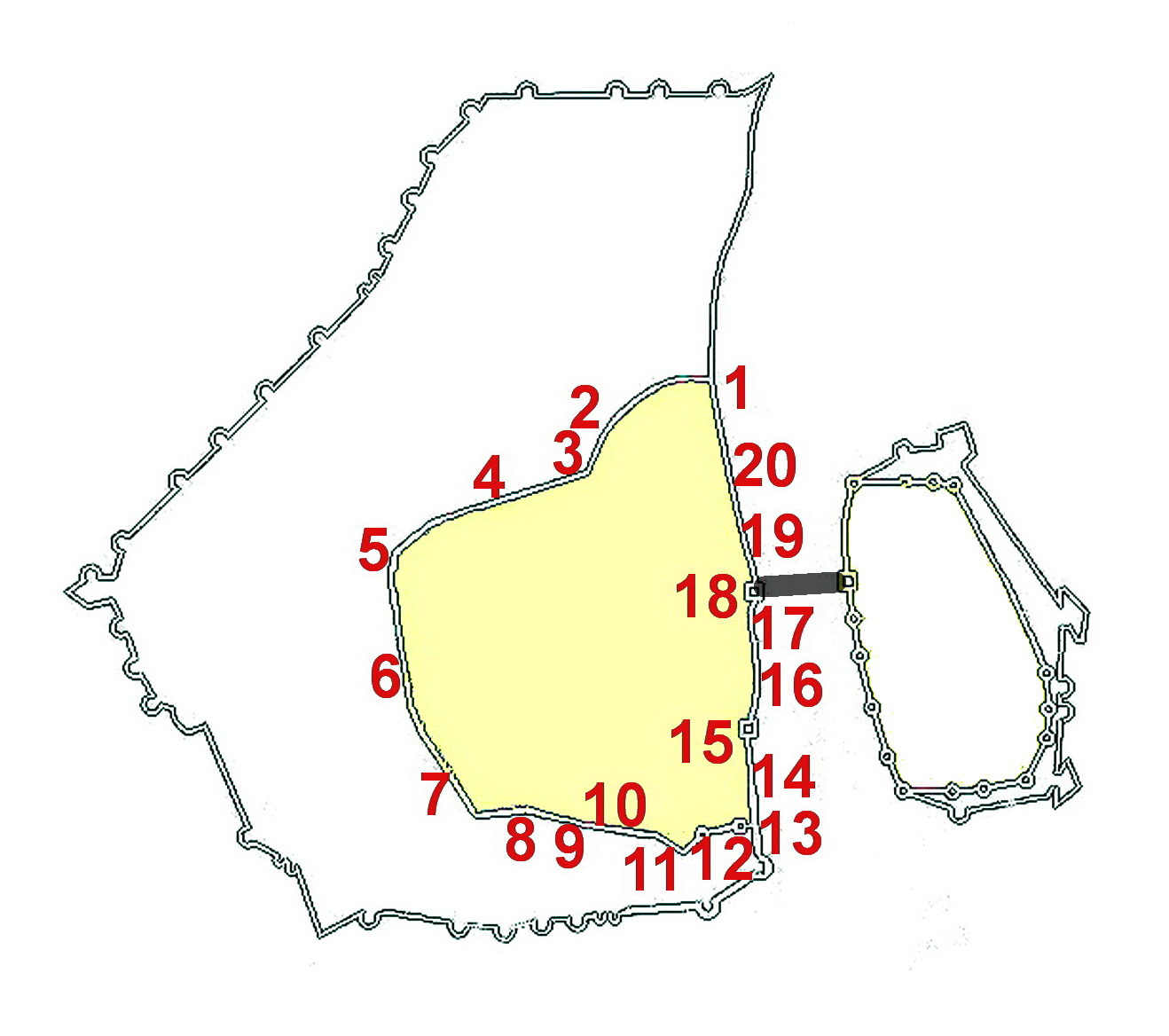
Eerste middeleeuwse stadsmuur met Looierspoort (9) tussen Klein (8) en Lang Grachtje (10)

Over het precieze bouwjaar van de oudste middeleeuwse stadsmuur van Maastricht is geen duidelijkheid. In 1229 gaf de hertog van Brabant toestemming om een stenen muur om de stad te bouwen. Eerder was er al een aarden wal opgeworpen met daarop palissaden, maar deze was door de bisschop van Luik, medeheer van het tweeherige Maastricht, verwoest tijdens het Beleg van Maastricht (1204). Waarschijnlijk werd in 1229 begonnen met de bouw van stenen stadspoorten en waltorens, met elkaar verbonden door aarden wallen die in de loop van de 13e eeuw geleidelijk versteend werden. De nieuwe muur op de linker Maasoever bestond uit kolenzandsteen, strekte zich uit over een lengte van ongeveer 2,4 kilometer, was 6 à 8 meter hoog en had in totaal dertien stadspoorten, twee waterpoorten en een onbekend aantal muurtorens. Van de grotere poorten is alleen de Helpoort overgebleven.
De Looierspoort werd waarschijnlijk omstreeks 1230 gebouwd. De poort werd voor het eerst genoemd in een schepenbrief van het kapittel van Sint-Servaas uit 1264, waarmee ze in Maastricht de oudste poort is die met name genoemd wordt. De poort was genoemd naar de leerlooiers die in dit deel van het Jekerkwartier gevestigd waren en die later in de poort hun vergaderlokaal zouden vestigen.
De Looierspoort bestond uit een rechthoekig bouwwerk met een hoog opgaand leistenen dak met klokkentoren en twee flankerende poorttorens. Bij de sloop in 1772 was nog maar een toren aanwezig. De uit Doornik afkomstige reiziger Philippe de Hurges omschreef de klokkentoren van de Looierspoort als zeer bezienswaardig. De poort was onderdeel van de eerste middeleeuwse stadsmuur, die zich aan deze kant van de stad in westelijke richting uitstrekte langs het Klein Grachtje naar de Lenculenpoort, en in oostelijke richting via het Lang Grachtje naar de Minderbroederspoort en de Maas. De poort lag niet aan een hoofdroute.

### De Looierspoort als reservepoort

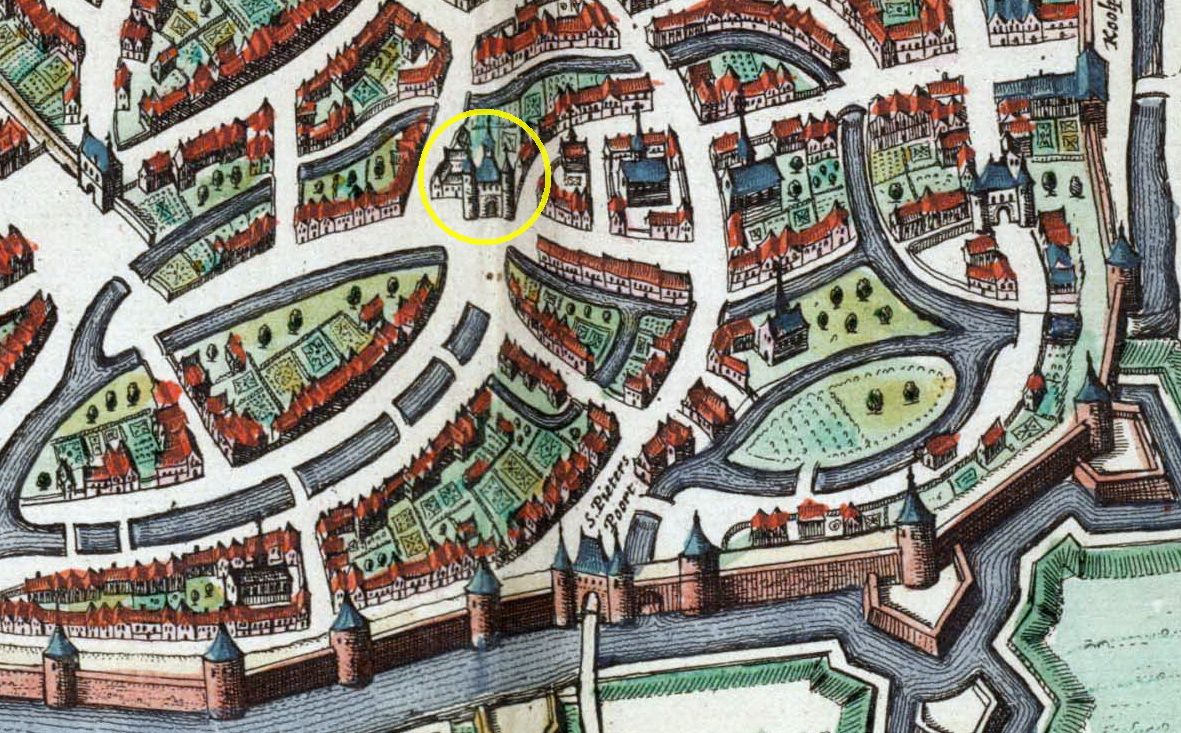
Het Jekerkwartier in de Atlas van Loon (1652). Geel omrand: de Looierspoort

Na de ingebruikname van de tweede stadsomsluiting in 1380 fungeerde de eerste muur als reserveverdedigingslinie. Voor zowel de Looierspoort als de Minderbroederspoort gold dat de taak van zuidelijke toegangspoort vanaf dat moment werd overgenomen door de nieuwe Sint-Pieterspoort.
Tegen het einde van de middeleeuwen werd in vredestijd toegestaan dat de oude poorten dienstdeden als leuben voor de ambachten. De poorten zelf bleven eigendom van de stad. In 1502 kregen de leerlooiers toestemming hun leube boven de Looierspoort in te richten, waarbij ze de verplichting op zich namen om de poort in goede staat te houden.

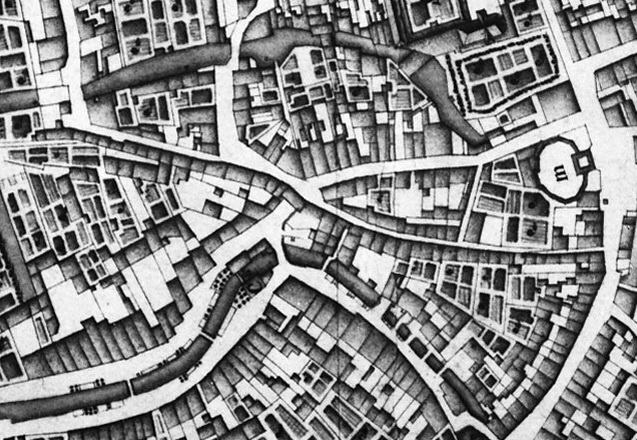
Kaart van d'Aubencourt, 1749

Ook al was het belang ervan verminderd, men bleef de eerste muur zeker tot de 17e eeuw onderhouden. Tegen de veldzijde van de muur mocht niet gebouwd worden. Ook de oude stadspoorten behielden tot het midden van de 17e eeuw een zekere militaire functie. Op de plattegrond van Maastricht in de Atlas van Loon uit 1652 is te zien dat de Looierspoort nog geheel intact is. De aansluitende muurdelen langs het Klein en Lang Grachtje, die tot op heden bewaard zijn gebleven, zijn helaas niet ingetekend.
Eind 17e eeuw waren de meeste grachten gedempt en werden tegen de veldzijde van de muur huizen gebouwd. Op de kaart die de Franse vestingingenieur Jean-Baptiste Larcher d'Aubencourt in 1749 tekende als basis voor de Maquette van Maastricht, is de Looierspoort duidelijk te herkennen. De poort vormt een onderdeel van de ononderbroken muur langs de Grachtjes, waarbij opvalt dat de muur is onderverdeeld in percelen; waarschijnlijk waren in die tijd veel muurbogen in gebruik als woning of bedrijfsruimte. Alleen ter rechterzijde van de Looierspoort ontbreekt een muurdeel, omdat ene Nicolaas Vijgen in 1743 een stuk van de stadsmuur ter breedte van zijn huis mocht afbreken, waarbij hij aan het Looiersambacht, aan wie dit stuk muur was toegewezen, een vergoeding van 100 gulden moest betalen.

### Afbraak Looierspoort en ontmanteling vesting
Tussen 1655 en 1660 werden de Gevangenpoort en de Leugenpoort, beide uit de 13e eeuw, gesloopt voor de bouw van het nieuwe stadhuis van Maastricht. In de 18e eeuw verdwenen ook de meeste andere poorten van de eerste stadsmuur: in 1734 werden de Lenculenpoort, de Tweebergenpoort (deels) en de Minderbroederspoort wegens bouwvalligheid afgebroken. In 1772 ten slotte viel ook de Looierspoort onder de slopershamer. Het uurwerk boven de poort werd door de looiers geschonken aan het Rooms-katholieke armenhuis in de naburige Grote Looiersstraat.
In de 19e eeuw ging de afbraak van de oude stadsmuren in versneld tempo verder. Door de aanleg van het Kanaal Luik-Maastricht verdwenen tussen 1847-1850 enkele oude kademuren en poorten langs de Maas. Na de opheffing van de vestingstatus op 29 mei 1867 werd de vesting Maastricht in opdracht van het Ministerie van Oorlog ontmanteld, waarna de gronden werden overgedragen aan de Dienst der Registratie en Domeinen voor verdere sloop en herbestemming. De overgebleven stadspoorten van Maastricht, die onder de zeggenschap van het gemeentebestuur vielen, werden tussen 1867 en 1870 als eerste afgebroken. De afbraak van de stadsmuren ging nog door tot de jaren 1930. Door toedoen van Victor de Stuers en anderen bleven hier en daar delen van de eerste en tweede omsluiting gespaard, waaronder de Helpoort.

## Cultuurhistorisch erfgoed
Van de Looierspoort is vrijwel niets meer over. Een deel van de zijgevel van het pand Grote Looiersstraat 4 aan Achter de Molens was waarschijnlijk onderdeel van de poort en is thans beschermd als rijksmonument. Funderingsresten bevinden zich wellicht onder de openbare weg. In de directe omgeving zijn vrij gave delen van de aansluitende stadsmuur te vinden, onder andere langs het Klein Grachtje en Lang Grachtje en, iets verderop, aan de Looiersgracht (gereconstrueerde muur met waterpoort over de Jeker).
Van de Looierspoort bestaat geen enkele nauwkeurige tekening. Bij de afbraak van de poort in 1772 hebben geen opmetingen of opgravingen plaatsgevonden. Slechts enkele straatnamen (Grote en Kleine Looiersstraat, Looiersgracht) herinneren zijdelings aan het bestaan van de poort.

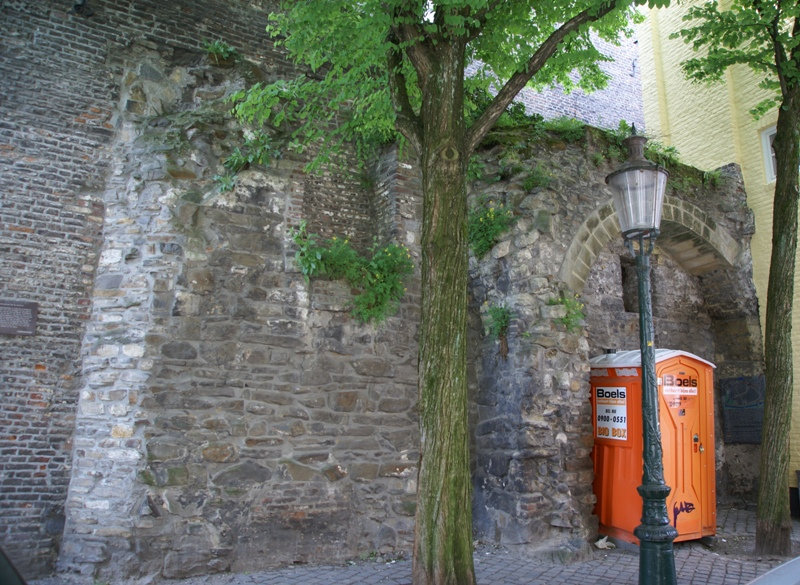
Muur Achter de Molens
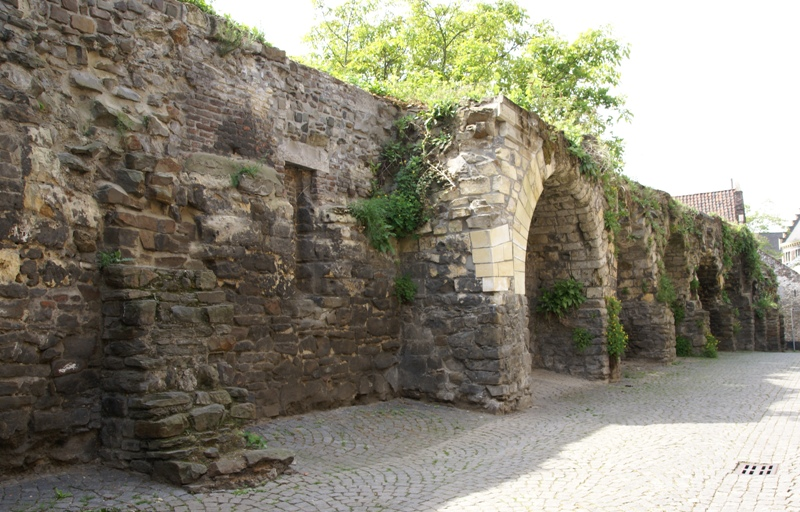
Klein Grachtje
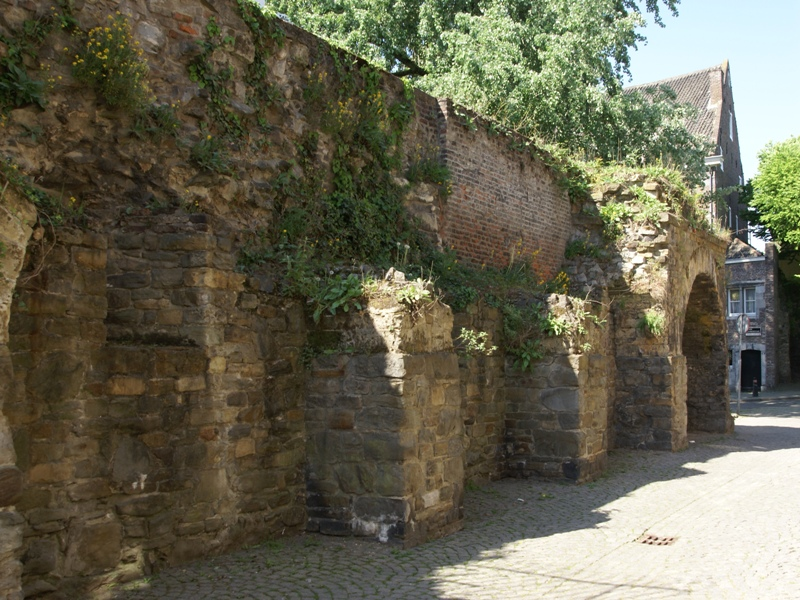
Lang Grachtje
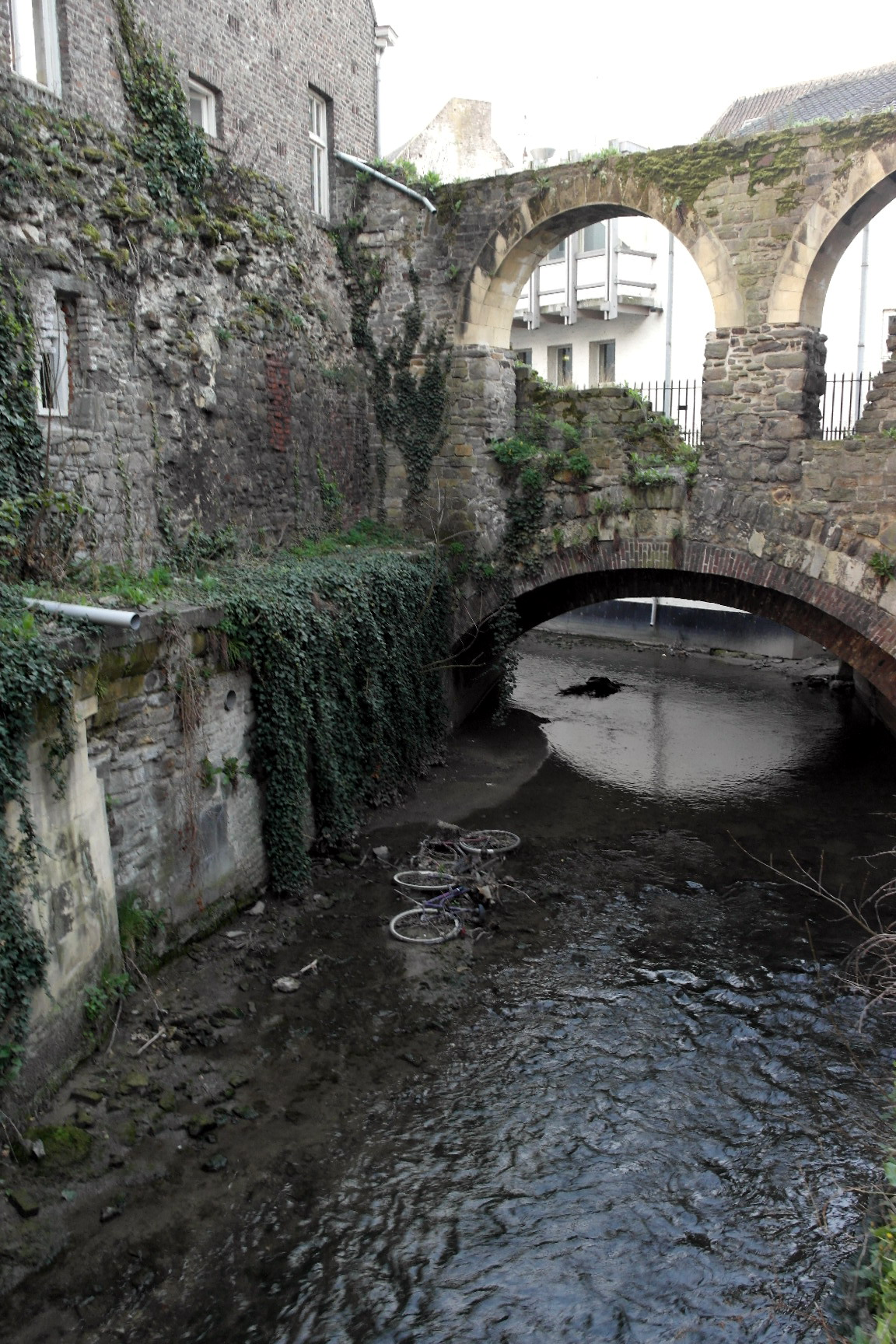
Waterpoort Looiersgracht